# Skanner (avläsare)
Laserskanner eller bara skanner (scanner) är en apparat för avsökning och inläsning, till exempel för streckkoder (streckkodsläsare). Laserskannrar kan också användas för att mäta bredd, höjd, längd och andra dimensioner på någon typ av föremål.
En speciell typ av skannrar för datorer som läser av-/in bilder och text kallas bildläsare.